# Spatula

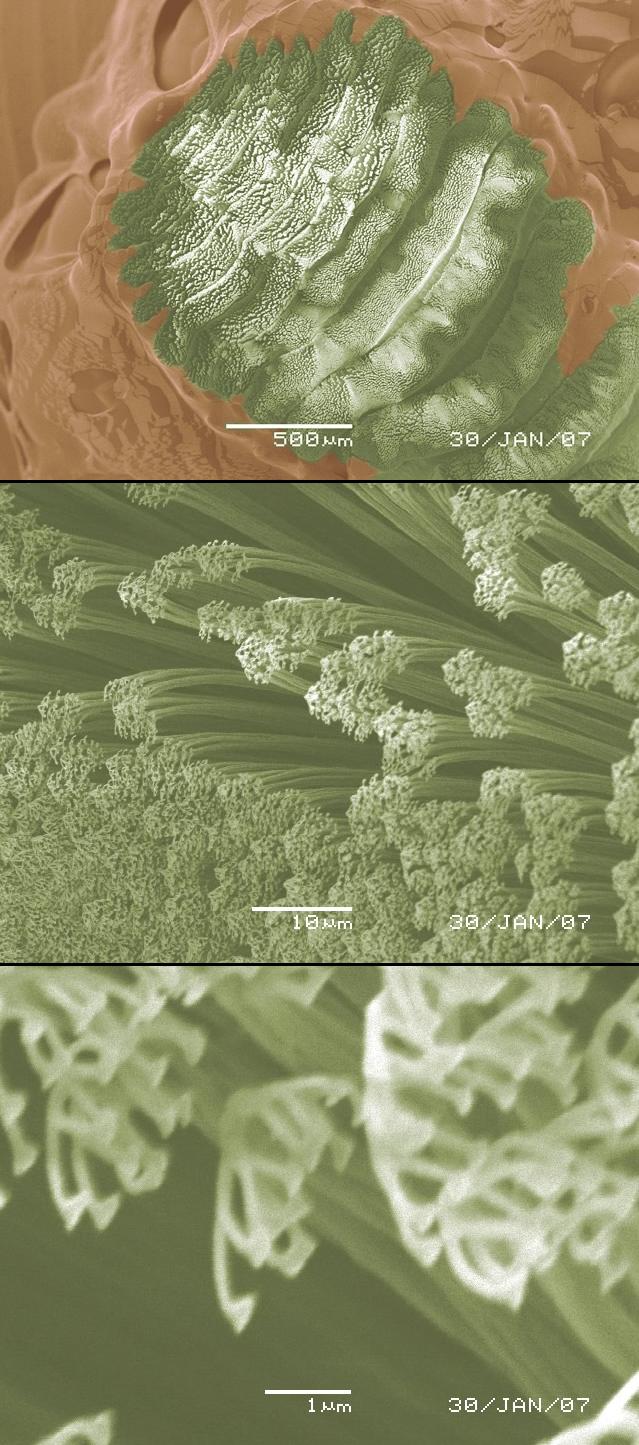
Fuß eines Geckos unter einem Rasterelektronenmikroskop

Spatulae (Einzahl: Spatula, lateinisch für „Schäufelchen“) sind spatelförmige Hafthärchen, mit deren Hilfe sich Geckos an glatten Oberflächen festhalten können. Sie bilden die kleinste Ebene eines dreigliedrigen, hierarchisch geordneten Haftsystems, bei denen die Spatulae für den direkten Kontakt mit der Oberfläche verantwortlich sind.
Jedes der eine Milliarde Härchen pro Geckofuß hat eine Breite und Länge von etwa 200 Nanometer. Die Dicke beträgt zehn bis 15 Nanometer. Dies bietet nebeneinander nur noch für fünf bis sechs Keratinmolekülen Platz. 100 bis 1000 Spatulae bilden die Spitze einzelner Setae (lat. Borsten). Aus den zirka 100 Mikrometer langen und 250 Nanometer dicken, aufgereihten Setae werden die mit bloßem Auge erkennbaren Fußlamellen gebildet, die etwa 400 bis 600 Mikrometer lang sind.
Die sehr kleine Verästelung macht die Struktur sehr „anschmiegsam“, so dass sie sich selbst kleinsten Unebenheiten des Untergrunds anpasst. Feuchtigkeit erhöht noch die Wirkung der Spatulae, wobei durch die Geckos keine eigenen Sekrete verwendet werden, sondern natürlich vorkommende Oberflächenfeuchtigkeit.
Um sich wieder loslösen zu können, benötigen Geckos ohne Anstrengung nur 15 Mikrosekunden. Dabei drehen sie ihre Zehen nach oben, so dass die Setae in einem Winkel größer als 30 Grad zum Untergrund stehen, wobei sich der Fuß ablöst. Beim erhobenen Fuß werden die Zehen gekrümmt, damit die Spatulae nicht miteinander verkleben. Treten die Geckos wieder auf, wird der Fuß leicht gegen die Bewegungsrichtung gepresst, so dass die Setae umklappen und ihr Winkel zum Untergrund kleiner 30 Grad beträgt. Die Spitzen der Setae liegen nun parallel zum Boden, wodurch alle Spatulae nun hermetisch an den Untergrund anliegen. Die nun auftretenden Van-der-Waals-Kräfte sorgen für den Halt.